# Покровский сельсовет (Курманаевский район)
Покровский сельсовет — сельское поселение в Курманаевском районе Оренбургской области Российской Федерации.
Административный центр — село Покровка.

## История
Статус и границы сельского поселения установлены Законом Оренбургской области от 2 сентября 2004 года № 1424/211-III-ОЗ «О наделении муниципальных образований Оренбургской области статусом муниципального района, городского округа, городского поселения, установлении и изменении границ муниципальных образований».

## Население
| 2010 | 2012 | 2013 | 2014 | 2015 | 2016 | 2017 |
| ---- | ---- | ---- | ---- | ---- | ---- | ---- |
| 416  | ↘397 | ↘376 | ↗452 | ↘425 | ↘396 | ↘358 |
| 2018 | 2019 | 2020 | 2021 |      |      |      |
| ↘339 | ↘328 | ↘310 | ↘292 |      |      |      |

## Состав сельского поселения
| № | Населённый пункт | Тип населённого пункта       | Население |
| - | ---------------- | ---------------------------- | --------- |
| 1 | Покровка         | село, административный центр | 249       |
| 2 | Сергеевка        | село                         | ↘124      |
| 3 | Шабаловка        | село                         | 167       |